# 공유 (무신)
공유(孔愉, 생몰년 미상)는 고려 후기의 무신이다.
원종(元宗) 11년(1270년) 9월에 당시 진도에 거점을 세우고 한반도 연안을 공략하던 삼별초가 나주(羅州)와 전주(全州)를 공격하였을 때 나주에서는 삼별초에 항복할 것을 의논하면서 전주에도 이를 권하였는데, 개경으로부터 내려오던 김방경(金方慶)이 도중에 이를 듣고 반간계를 써서 전주에 "모일에 1만 군사를 거느리고 전주에 들어갈 것이니 속히 군량을 준비하고 기다리라."는 첩문을 보냈고, 전주를 통해 나주에도 첩장이 전해지자 삼별초는 이 소식을 듣고 나주의 포위를 풀고 물러갔다. 이때 나주에서는 상호장 정지려와 나주사록(羅州司錄) 김응덕 등이 "제대로 싸워 보지도 않고 항복할 수는 없다"고 주장하여 금성산으로 들어가 농성중이었는데, 공유는 당시 장군으로써 토적사(討賊使) 임무를 띠고 있던 상장군(上將軍) 변윤(邊胤), 장군 조자일(曹子一)과 마찬가지로 삼별초 군세가 나주를 포위하고 있는 것을 눈앞에서 뻔히 보고도 그것을 구원하지 않았다는 이유로 김방경에게 탄핵되었다. 김방경은 그들을 모두 섬으로 유배할 것을 청하였으나 원종은 관직을 삭탈하는 것으로 그쳤는데, 이는 공유가 환관과 친한 사이였기 때문이었다.
복직한 김방경이 몽골의 원수 아카이(阿海)와 함께 삼견원에서 삼별초와 대치하는 와중에, 삼별초에 잡혀 갔다 도망쳐 돌아온 반남(潘南) 사람 홍찬(洪贊),  홍기(洪機) 등이 김방경과 공유 등이 몰래 적과 통하였다고 거짓을 고변하였고, 몽골의 원수 아카이가 그 말을 다루가치(達魯花赤)에게 보고하였으나, 대질심문을 통해 거짓임이 밝혀져서 김방경은 풀려났고, 진도에서 다시금 삼별초와 교전하였다. 이때 김방경은 전투 와중에 삼별초에 포위되어 죽을 위기를 넘긴 끝에 가까스로 삼별초를 격퇴하는데 성공하였으나, 아카이는 삼별초의 기세에 질려 제대로 싸우려 하지 않았고, 고려의 장군인 안세정(安世貞)과 공유 등도 전과 마찬가지로 김방경을 구원하지 않았기 때문에, 김방경은 전투를 제대로 돕지 않은 죄를 따져 안세정과 공유를 처형하려 했으나 아카이가 말려서 실패하였다. 이에 원종은 12년(1271년) 봄 정월 나주 공방전에서 김방경을 돕지 않은 책임을 물어 공유와 안세정의 관직을 삭탈하고, 장군 인공수(印公秀)를 몽골에 보내어 또한 아카이가 두려움에 위축되어 구원하지 않았던 정상을 알려 그를 파직되게 하였다.
원종 13년(1272년) 2월 앞서 고려의 재상 이장용(李藏用)을 따라 원에 들어갔던 고려인 유초(庾超)가 쿠빌라이 칸의 비위를 맞추려 고려의 허공(許珙) · 강윤소(康允紹) · 공유가 서로 짜고 원을 배반하려 한다고 무고하였는데, 쿠빌라이 칸이 부카(不花) 등을 시켜 이들을 체포하여 대질심문을 시킨 끝에 유초가 자신의 말이 무고였음을 자백하였고, 거꾸로 유초가 장형을 당했다. 11월에 제주의 삼별초 선단이 안남도호부(安南都護府, 전주)를 공격했을 때 부사(府使) 공유는 아내와 함께 삼별초에 사로잡혀 제주로 끌려갔다가 삼별초가 진압된 뒤인 이듬해 6월 3일에야 공유는 이행검과 함께 개경으로 돌아올 수 있었다.
충렬왕(忠烈王) 4년(1278년) 원에 갔던 충렬왕이 귀국하여 압록강을 건너왔을 때 공유는 대장군으로써 제안공(齊安公) 숙(淑)과 대방공(帶方公) 징(澂), 한양공(漢陽公) 환(環)과 함께 압록강으로 왕을 맞이하러 가서 백저포(白苧布)를 바쳤다. 충렬왕 9년(1283년) 염승익(廉承益)과 함께 왕명을 받들어 개경의 현화사(玄化寺) 및 남계원(南溪院)과 왕륜사(王輪寺)의 석탑(石塔) 수리를 맡았다.
충렬왕 10년(1284년) 7월에는 부지밀직사사(副知密直司事)로써 원에 파견되어 쿠빌라이 칸의 성절(聖節)을 하례하는 임무를 맡았다. 9월에 공유는 전법판서(典法判書)가 되었고 이듬해인 충렬왕 11년(1285년) 5월에는 나유(羅裕)와 함께 개경에 남아 있는 시위군(侍衛軍)을 조사하여 금학양관(禁學兩館)의 유생과 급제자까지 징발하여, 조선열(趙宣烈)과 최백륜(崔伯倫) 등 장원급제자는 순마(巡馬)에 속하게 하였다.
충렬왕 13년(1287년) 2월에 공유는 동판밀직사사(同判密直司事)가 된 데에 이어 6월에 판삼사사(判三司事)가 되었다.

## 같이 보기
- 삼별초